# Bande dessinée réunionnaise
La bande dessinée réunionnaise est la bande dessinée liée à l'île de La Réunion, département d'outre-mer français et région ultrapériphérique dans le Sud-ouest de l'océan Indien. Elle est considérée comme relativement dynamique eu égard à l'étroitesse du marché.

## Historique
En 1986, Boby Antoir, André Pangrani et de jeunes auteurs (Renaud Madère (Mad), Olivier Appollodorus (Appollo), Serge Huo-Chao-Si, Téhem, Li An) créent le périodique Le Cri du Margouillat, du nom d'un petit lézard local. Le journal, portant principalement sur la bande dessinée, est d'abord trimestriel puis il devient mensuel et le contenu textuel y prend de plus en plus de place. En parallèle est fondée la maison d'édition Centre du monde. La publication du Margouillat s'arrête en 2002, mais après de longues années de sommeil, une édition annuelle paraît à partir de 2016.
Entre-temps, Jean-Luc Schneider, libraire depuis 1998, se lance dans l'édition en 2009. À ce jour, 54 albums ont été publiés dont les deux tiers par des auteurs réunionnais et malgaches. Son credo est la promotion de jeunes auteurs jamais publiés, quel que soit le sujet abordé. Lorsqu'il reçoit des projets venant de l'extérieur, il ne les prend en compte que s'ils ont un rapport avec cette partie du monde. Sa maison d'édition, Des Bulles dans l'océan est également présente à Madagascar avec "Le maki a bonne mine". En 2019, 8 albums sont prévus dont le tome 2 de Reskin réalisé par le Réunionnais « Staark - Yvan Soudy », premier shōnen publié à La Réunion.
À partir de 2001, un festival, Cyclone BD, a lieu à La Réunion, festival émergeant d'un partenariat entre Centre du monde et Des bulles dans l'océan. À partir de 2005, le festival devient une biennale. La prochaine édition se déroulera à Saint-Denis du 28 novembre au 1er décembre 2019.

## Principaux auteurs

### Dessinateurs
- Emmanuel Brughera
- Michel Faure
- Olivier Giraud
- Hippolyte
- Hobopok
- Serge Huo-Chao-Si
- Li-An
- Lou Lubie
- Renaud Mader
- Shovel Tattoos
- Téhem
- Fabrice Urbatro
- JeF wESh
- Western
- Afif Ben Hamida
- Sébastien Gannat
- Olivier Trotignon
- Nimbus
- Alexandre Morellon
- Raphaël Morellon
- Staark (Yvan Soudy)
- Jo Eth
- Sébastien Sailly

### Scénaristes
- Appollo
- Daniel Vaxelaire
- Sabine Vergoz-Thirel
- Patrice Bavoillot
- Philippe Pelaez

## Principales œuvres

### Séries
- À l'abri du volcan
- Aventures dans l'océan Indien
- La Dodo lé pa la
- Dwarf
- Ella
- Les Enquêtes insolites des maîtres de l'étrange
- Fantômes blancs
- La Grippe coloniale
- Invincibles
- Long Ben
- Nèfsèt Kat
- Névé
- La Pès Rekin
- Six Runkels en Amborie
- Tiburce
- Un marron
- Gaultier de Châlus
- Fièvre
- Redskin

### Albumsone-shot
- Île Bourbon 1730
- Quartier Western
- Rallye sur un volcan
- Loli
- L'hérétique
- Le roi du Lys
- Takamaka
- Président
- M l'homme à trois jambes
- Voyage à quai
- Zorey dedan
- Poil aux zoreils

## Principaux supports

### Éditeurs
- Des Bulles dans l'Océan
- Centre du Monde
- Éditions Orphie
- Epsilon Éditions

### Revues
- Le Cri du Margouillat